# Cabeço do Ferrobo
O Cabeço do Ferrobo é uma elevação portuguesa localizada no concelho da Madalena, ilha do Pico, arquipélago dos Açores.
Este acidente geológico tem o seu ponto mais elevado a 565 metros de altitude acima do nível do mar.
Esta formação geológica encontra-se rodeada de uma densa floresta macaronésica e encontra-se nas proximidades do Cabeço do Meio e do Cabeço do Évora. Nas suas próximiades passa a Ribeira do Soldão.